# Ахали-Кумиси
Ахали-Кумиси (груз. ახალი კუმისი) — село в Грузии, на территории Гардабанского муниципалитета края (мхаре) Квемо-Картли.

## География
Село находится в юго-восточной части Грузии, на южном берегу озера Кумиси, на расстоянии приблизительно 22 километров (по прямой) к северо-западу от города Гардабани, административного центра муниципалитета. Абсолютная высота — 541 метр над уровнем моря.

## Население
По результатам официальной переписи населения 2014 года в Ахали-Кумиси проживало 92 человека (40 мужчин и 52 женщины). В национальной структуре населения грузины составляли 78,7 %, азербайджанцы — 7,9 %, армяне — 3,4 %.